# 遠東飯店
遠東飯店，是上海市的旅館，位於黃浦區西藏中路90號。 遠東飯店開幕於1923年6月11日。1949年後，遠東飯店改為上海警備區第二招待所，並非對一般民眾開放。1980年代之後，遠東飯店恢復舊名，並重新對外營業。